# Hugo Silva
Hugo Silva (Madrid, 10 de maig de 1977) és un actor, músic, model i publicista espanyol.

## Biografia
Rafael Hugo Fernández Silva ha estat secundari a sèries com Al salir de clase (on interpretà un paper fix), El comisario, i el protagonista de la sèrie Paco y Veva al costat d'Elena Ballesteros.
Cursà estudis de teatre a l'escola d'Arte Teatral Ángel Gutiérrez, al Teatro Cámara de Madrid i ha realitzat estudis d'art dramàtic a la RESAD. També ha rebut formació de cant i guitarra.
Formà part d'un grup de música heavy, anomenat Inordem, al qual deixà per a dedicar-se de ple a la seva carrera d'actor.
Ha intervingut en obres de teatre com Las amistades peligrosas i Atraco a las 3. També ha fet cinema participant en films com Terca vida, Reinas o Ladies' Night. El seu debut televisiu fou a Crónicas marcianas fent un playback d'un grup heavy.
El seu millor moment de popularitat ha estat el donar vida a Lucas, un dels tres protagonistes de la sèrie d'Antena 3 Los hombres de Paco. Per aquest paper ha estat nominat al Fotogramas de Plata l'any 2007.
És cosí de Cristina Silva.

## Trajectòria
| - Al salir de clase, Tele 5. (2000-2001) - El comisario, Tele 5. (2002) 2 capítols - Paco y Veva, TVE. (2004) - Los hombres de Paco, Antena 3. (2005-2009) - Karabudjan, Antena 3. (2010) - La princesa de Éboli, Antena 3. (2010) - Los nuestros. Tele 5. (2015) - El ministerio del tiempo - Brigada Costa del Sol. Tele 5. (2019) - Hibrit. (1993) - Las amistades peligrosas. (1995) - Atraco a las tres. (2001/2002) - Hamlet (2009) | - Terca vida. (2000) - Ladies' Night. (2003) - Reinas. (2004) - El hombre de arena. (2007) - Mentiras y gordas. (2009) - Agallas. (2009) - Que se mueran los feos. (2010) - Para la libertad. (2010) (Interpretant a Miguel Hernández). - El color del mal. 2010 - El sexo de Los Ángeles. 2010 - Lo contrario al amor. 2010 - En fuera de juego. 2011 - Perros muertos. 2011 - El cuerpo. 2012 - Los Amantes Pasajeros. 2013 - Las brujas de Zugarramurdi. 2013 |

## Premis
Nominacions
- Fotogramas de Plata 2007 al millor actor de televisió per Los hombres de Paco.
- Fotogramas de Plata 2008 al millor actor de cinema per El hombre de arena.
- Fotogramas de Plata 2009 al millor actor de cinema per Mentiras y gordas